# Пуск (фільм)
«Пуск» — радянський трисерійний телефільм-виробнича драма 1978 року, знятий режисером Геннадієм Івановим на кіностудії «Білорусьфільм».

## Сюжет
Телесеріал за мотивами однойменної п'єси Геннадія Бокарєва. До ювілею заводу готується запуск нової автоматичної лінії. Недоробок ще багато, хоча робота триває цілодобово. Бригада Сенчакова, яка ремонтує відповідальний вузол лінії, — у центрі уваги керівництва. Але Сенчаков, який у своєму досвідченому житті ще жодного разу не завалював монтажу, тепер відмовляється від надуманого поспіху і звинувачує все керівництво в явній халтурі.

## У ролях
- Всеволод Сафонов — Микола Єгорович Абатуров, директор заводу
- Антоніна Шуранова — Анна Степанівна Фокіна, секретар Абатурова
- Іван Дмитрієв — Яків Федосійович Курдюмов, заступник директора заводу
- Микола Боярський — Микола Олександрович Самарін, начальник дільниці
- Володимир Новиков — Михайло Сенчаков, бригадир
- Ірина Баскакова — Валя
- Вадим Яковлєв — Федір Сергійович Юрін, парторг заводу
- Юрій Демич — Анатолій Трохимович Тихомиров, головний інженер заводу
- Валерій Кузін — Валерій Іванович Степанчиков, голова комісії
- Нінель Жуковська — Марія
- Сергій Присєлков — Леонід Гридін, бригадир
- Віктор Іллічов — Борис Плужников, член бригади Сенчакова
- Михайло Володимиров — Луньов, член бригади Сенчакова
- Г. Жарков — Степан Степанович, член бригади Сенчакова
- І. Ковш — Аріша, дочка Абатурова
- В. Харевич — Саня «маленький»
- Борис Владомирський — член комісії
- Павло Кашлаков — член комісії
- Олександр Кашперов — член бригади Гридіна
- Арнольд Помазан — член бригади Гридіна
- Микола Кириченко — член бригади Гридіна
- Тамара Муженко — водій трамваю
- Галина Рогачова — Марія Михайлівна
- Володимир Січкар — відвідувач у приймальні
- Ростислав Шмирьов — начальник механічного цеху
- Петро Юрченков — Тимофій Сергійович, інженер
- Світлана Турова — касир на вокзалі
- Юрій Баталов — член бригади Гридіна
- Володимир Пшеничний — епізод
- Василь Молодцов — член комісії
- Олена Ринкович — епізод

## Знімальна група
- Режисер — Геннадій Іванов
- Сценаристи — Геннадій Бокарєв, Анатолій Галієв
- Оператор — Анатолій Клейменов
- Композитор — Андрій Ешпай
- Художник — Володимир Гавриков